# Heping, Shenyang
Heping är ett stadsdistrikt i provinshuvudstaden Shenyang i Liaoning-provinsen i nordöstra Kina.